# Kaple svatého Havla (St. Gallen)
Kaple svatého Havla (německy Galluskapelle) je kaple nacházející se v areálu opatství města St. Gallen ve Švýcarsku. Kaple byla přestavěna mezi lety 1666 a 1667. Roku 1671 byla společně s biskupskou kaplí (Bischofskapelle) vysvěcena.
Kaple má zhruba čtvercový půdorys. Na stropě a na stěnách se nachází celkem 26 obrazů, které zobrazují život svatého Havla, jemuž je kaple zasvěcena. Autorem maleb je pravděpodobně Johann Sebastian Hersche. Nedaleko vchodu se nacházejí dvě sochy v nadživotní velikosti zobrazující svatého Mořice a Desideria z Vienne.